# كيف قابلت أباك
كيف قابلت أباك (بالإنجليزية: How I Met Your Father) هو سيت كوم أمريكي قادم من تأليف إسحاق أبتاكر وإليزابيث بيرجر من بطولة هيلاري داف، كيم كاترال، كريس لويل، فرانشا رايسا وسوراج شارما.
تم بثه في الفترة من 18 يناير 2022 حتى 11 يوليو 2023 على Hulu. وهو مشتق من مسلسل كيف قابلت أمكما.[1] ويتبع الشخصية الرئيسية صوفي (داف) ومجموعة أصدقائها في مانهاتن. تروي صوفي (كاترال)، في عام 2050، لابنها غير المرئي الأحداث التي أعقبت لقاء والده في يناير 2022، وكيف حصلوا عليه في النهاية. وفي سبتمبر 2023، تم إلغاء المسلسل بعد موسمين.

## روابط خارجية
كيف قابلت أباك على موقع IMDb (الإنجليزية)
- كيف قابلت أباك على موقع ميتاكريتيك (الإنجليزية)
- كيف قابلت أباك على موقع روتن توميتوز (الإنجليزية)
- كيف قابلت أباك على موقع كينوبويسك (الروسية)
- كيف قابلت أباك على موقع ألو سيني (الفرنسية)
- كيف قابلت أباك على موقع قاعدة بيانات الفيلم (الإنجليزية)